# Harry L. Fraser
Harry L. Fraser (San Francisco, 31 marzo 1889 – Pomona, 8 aprile 1974) è stato un regista statunitense.

## Biografia
Diresse oltre 80 film tra il 1925 e il 1951, tra cui Il cavaliere muto (1934) con John Wayne e il serial cinematografico Jungle Menace (1937). Ebbe un piccolo ruolo da attore nel film con John Wayne Sotto i cieli dell'Arizona (che pure diresse). Sporadicamente scrisse anche sceneggiature, tra cui quella del serial Chick Carter, Detective (1946), e partecipò con ruoli minori o da comparsa ad alcuni film, tra cui The Celestial Code, La maschera dai denti bianchi, The Mystery of the Double Cross, Burn 'Em Up Barnes e Soft Cushions.
Fu accreditato anche con i nomi Wayne Carter, Harry P. Christ, Harry S. Christ, Harry C. Crist, Harry P. Crist, Harry Crist, Miller Easton, Weston Edwards, H.L. Fraser, Harry Fraser, Harry Frazer, Harry O. Jones, Harry Jones, Timothy Munro, Monroe Talbot, Monro Talbot, Munro Talbot, Victor Von Resarf, Edward Weston.

## Filmografia

### Regista
- Sky's the Limit (1925)
- The Wildcat (1925)
- Queen of Spades (1925)
- West of Mojave (1925)
- The Sheep Trail (1926)
- The Fighting Gob (1926))
- General Custer at Little Big Horn (1926)
- Luke Warm Daze (1926)
- Cross Country Run (1927)
- Cross Country Run (1929)
- Bare Knees (1931)
- Open House (1931)
- Night Class (1931)
- The Montana Kid (1931)
- Oil and Romance (1931)
- Oklahoma Jim (1931)
- Land of Wanted Men (1931)
- Straight Goods (1931)
- Ghost City (1932)
- The Reckoning (1932)
- Texas Pioneers (1932)
- Vanishing Men (1932)
- Mason of the Mounted (1932)
- Law of the North (1932)
- Honor of the Mounted (1932)
- Broadway to Cheyenne (1932)
- The Man from Arizona (1932)
- The Savage Girl (1932)
- Diamond Trail (1933)
- The Fugitive (1933)
- Rainbow Ranch (1933)
- The Fighting Parson (1933)
- The Wolf Dog (1933)
- Sotto i cieli dell'Arizona ('Neath the Arizona Skies) (1934)
- Gunfire (1934)
- Fighting Through (1934)
- The Tonto Kid (1934)
- Il cavaliere muto (Randy Rides Alone) (1934)
- Last of the Clintons (1935)
- Wild Mustang (1935)
- Saddle Aces (1935)
- Fighting Pioneers (1935)
- Social Error (1935)
- Rustler's Paradise (1935)
- Wagon Trail (1935)
- The Pecos Kid (1935)
- The Reckless Buckaroo (1935)
- Fury Below (1936)
- Aces Wild (1936)
- Cavalcade of the West (1936)
- Romance Rides the Range (1936)
- The Riding Avenger (1936)
- Feud of the West (1936)
- Wildcat Saunders (1936)
- Hair-Trigger Casey (1936)
- Ghost Town (1936)
- Jungle Menace (1937)
- Heroes of the Alamo (1937)
- Galloping Dynamite (1937)
- Dark Manhattan (1937)
- Gangsters on the Loose (1937)
- Songs and Saddles (1938)
- Six-Shootin' Sheriff (1938)
- La fanciulla del ring (Spirit of Youth) (1938)
- Lure of the Wasteland (1939)
- Lightning Strikes West (1940)
- Phantom Rancher (1940)
- Jungle Man (1941)
- Sei pistole sparano (Gunsmoke Mesa) (1944)
- Brand of the Devil (1944)
- Outlaw Roundup (1944)
- Navajo Kid (1945)
- Flaming Bullets (1945)
- Frontier Fugitives (1945)
- Three in the Saddle (1945)
- The White Gorilla (1945)
- Enemy of the Law (1945)
- Jungle Terror (1946)
- Thunder Town (1946)
- The People's Choice (1946)
- Ambush Trail (1946)
- Six Gun Man (1946)
- Stallion Canyon (1949)
- Chained for Life (1952)
- Craig Kennedy, Criminologist – serie TV, 11 episodi (1952)

### Attore
- The Mystery of the Double Cross, regia di William Parke e (non accreditato) Louis J. Gasnier - serial cinematografico (1917)